# كاتيا وينتر
كاتيا وينتر (بالسويدية: Katia Winter)‏ هي ممثلة سويدية ولدت في يوم 13 أكتوبر 1983 في مدينة ستوكهولم عاصمة السويد، أشتهرت بعد تمثيلها في مسلسل ديسكتر في سنة 2006 ومسلسل سليبي هولو من سنة 2013 إلى سنة 2015، كما مثلت أيضاً في فيلم فارس الكؤوس في سنة 2015.

## روابط خارجية
- كاتيا وينتر على موقع IMDb (الإنجليزية)
- كاتيا وينتر على موقع ألو سيني (الفرنسية)
- كاتيا وينتر على موقع أول موفي (الإنجليزية)
- كاتيا وينتر على موقع قاعدة بيانات الأفلام السويدية (السويدية)
- كاتيا وينتر على موقع قاعدة بيانات الفيلم (الإنجليزية)
- كاتيا وينتر على موقع كينوبويسك (الروسية)